# Problema celor trei corpuri (serial)
Problema celor trei corpuri sau Problema celor 3 corpuri (3 Body Problem) este un serial TV american științifico-fantastic creat de David Benioff, D. B. Weiss și Alexander Woo, bazat pe romanul chinez, câștigător al premiului Hugo, Problema celor trei corpuri de Liu Cixin. Este a doua adaptare live-action după serialul de televiziune chinezesc din 2023, Three-Body (San ti).
Serialul a avut premiera pe Netflix, cu primele opt episoade, la 21 martie 2024.

## Prezentare
Ye Wenjie este o astrofiziciană care își vede tatăl bătut până la moarte în timpul Revoluției Culturale Chineze. Ea este recrutată de armată datorită experienței sale științifice și este trimisă într-o bază militară secretă într-o regiune îndepărtată. Decizia ei fatidică de a trimite pe ascuns un mesaj în spațiu și timp face ca un grup de oameni de știință din zilele noastre să facă față celei mai mari amenințări a umanității.

## Distribuție

### Principală
- Jovan Adepo – Saul Durand (bazat pe personajul Luo Ji)[1]
- John Bradley – Jack Rooney (bazat pe personajul Hu Wen)[1]
- Rosalind Chao – adulta Ye Wenjie[1]
  - Zine Tseng – tânăra Ye Wenjie[1]
- Liam Cunningham – Thomas Wade[1]
- Eiza González – Augustina "Auggie" Salazar (bazat pe personajul Wang Miao)[1]
- Jess Hong – Jin Cheng (bazat pe personajele Wang Miao și Cheng Xin)[1]
- Marlo Kelly – Tatiana Haas[1]
- Alex Sharp – Will Downing (bazat pe personajul Yun Tianming)[1]
- Sea Shimooka – Sophon[1]
- Saamer Usmani – Prithviraj "Raj" Varma (bazat pe personajul Zhang Beihai)[1]
- Benedict Wong – Clarence "Da" Shi (bazat pe personajul Shi Qiang/Da Shi)[2][1]
- Jonathan Pryce – Mike Evans[1]

### Secundară
- Vedette Lim – Vera Ye[1]
  - Eve Ridley – tânăra Vera Ye/adept[1]
- Ben Schnetzer – tânărul Mike Evans[1]
- John Dagleish – Felix
- Gerard Monaco – Collins
- Adrian Edmondson – Denys Porlock
- CCH Pounder – Secretary-General of the United Nations Lillian Joseph
- Lan Xiya – Tang Hongjing (Red Guard)
- Josh Brener – Sebastian Kent

### Invitați
- Mark Gatiss – Isaac Newton
- Reece Shearsmith – Alan Turing
- Conleth Hill – Papa Gregory XIII
- Naoko Mori – Marie Curie
- Kevin Eldon – Sir Thomas More
- Jason Forbes – Omar Khayyam
- Jim Howick – Harry
- Nitin Ganatra – Ranjit Varma
- Dustin Demri-Burns – Ted
- Tom Wu – Count of The West
- Guy Burnet – Rufus
- Jake Tapper – rolul său
- Bobak Ferdowsi – Mission Director[3]
- Stacy Abalogun – Thelma[4]

## Episoade
| Nr. | Titlu                       | Regizat de     | Scris de                                    | Data lansării  |
| --- | --------------------------- | -------------- | ------------------------------------------- | -------------- |
| 1 | „Countdown”                 | Derek Tsang    | David Benioff & D. B. Weiss & Alexander Woo | 21 martie 2024 |
| În China anilor 1960, în mijlocul Revoluției Culturale, Ye Wenjie este martoră la umilirea și moartea tatălui ei într-o sesiune de luptă (批斗大会). Într-o tabără de muncă, ea a primit o copie a cărții Primăvara tăcută. Este prinsă, dar nu-l trădează pe cel care i-a dat-o. După ce aproape că moare în închisoare, este dusă la o stație cu un radiotelescop mare pentru a-și ispăși restul pedepsei. Își dă repede seama care este scopul stațiilor ca un hub de transmisie în afara planetei. În Marea Britanie de astăzi, un grup de cercetători, toți foști studenți la fizică de la Oxford, care au studiat cu savantul Vera Ye (fiica lui Ye Wenjie) vorbesc despre modul în care experimentele moderne au încetat să mai aibă sens și despre modul în care oamenii de știință se sinucid în întreaga lume. La scurt timp după aceea însăși Vera Ye se sinucide. Clarence „Da” Shi, un anchetator britanic care lucrează pentru Strategic Intelligence Agency, încearcă să facă legătura între mai multe sinucideri ale oamenilor de știință și descoperă un dispozitiv cu căști de jocuri video pe care mulți dintre ei îl aveau. Una dintre foștii membri ai laboratorului, Augustina „Auggie” Salazar (un dezvoltator de aplicații pentru nanofibre) începe să vadă un cronometru în fața ochilor ei. O femeie necunoscută (care se dezvăluie a fi Tatiana) o informează pe Auggie că, în schimbul opririi numărătorii inverse, trebuie să-și abandoneze definitiv toate cercetările și îi cere să privească cerul la miezul nopții a doua zi. A doua zi, la miezul nopții, Auggie și Saul, împreună cu restul lumii, sunt martori la cerul nopții care clipește în același model ca și cronometrul ei cu numărătoarea inversă, încălcând legile cunoscute ale fizicii. |                             |                |                                             |                |
| 2 | „Red Coast”                 | Derek Tsang    | Rose Cartwright                             | 21 martie 2024 |
| 3 | „Destroyer of Worlds”       | Andrew Stanton | Alexander Woo                               | 21 martie 2024 |
| 4 | „Our Lord”                  | Minkie Spiro   | Madhuri Shekar                              | 21 martie 2024 |
| 5 | „Judgment Day”              | Minkie Spiro   | David Benioff & D. B. Weiss                 | 21 martie 2024 |
| 6 | „The Stars Our Destination” | Minkie Spiro   | Alexander Woo                               | 21 martie 2024 |
| 7 | „Only Advance”              | Jeremy Podeswa | David Benioff & D. B. Weiss                 | 21 martie 2024 |
| 8 | „Wallfacer”                 | Jeremy Podeswa | David Benioff & D. B. Weiss                 | 21 martie 2024 |